# 카쿠신 입도친왕
카쿠신/카쿠진 입도친왕(일본어: 覚深入道親王 かくしん/かくじん にゅうどうしんのう[*], 덴쇼 16년 5월 5일 (1588년 5월 29일) - 게이안 원년 윤1월 21일 (1648년 3월 15일))은 에도 시대 전기의 황족이자, 진언종의 승려이다. 고요제이 천황의 1황자이고, 어머니는 텐지 나카야마 치카코이다. 닌나지 21세 몬제키이다. 출가 전의 휘는 카타히토 친왕(良仁親王)이다. 고난고시츠(後南御室)라고도 불린다. 카쿠신 법친왕 (覚深法親王)이라 쓰인 것도 많지만, 친왕 선하는 출가 전에 이미 받았으므로, 올바른 이름은 법친왕이 아니라 입도친왕이다.

## 약력
덴쇼 16년 (1588년) 5월 5일, 고요제이 천황의 1황자로 태어났다. 어머니는 텐지 나카야마 치카코이다. 생후 얼마 되지 않았을 때부터, 당시의 천하인 도요토미 히데요시는 이 1황자를 다음 천황으로 만들 구상을 갖고 있었다. 이 때문에 조정 내에서도 사실상의 태자로 취급되어, "와카미야(若宮)"로 불렸다. 덴쇼 20년 (1591년) 5월 18일, 히데요시가 관백 도요토미 히데츠구에게 보낸 서한에는 조선 출병이 성공해, 명나라를 정복한 그 날에는, 고요제이 천황을 베이징으로 옮겨, "와카미야(若宮)"가 하치죠노미야 토시히토 친왕을 일본의 천황으로 만들겠다는 구상을 밝혔고, 같은 날에는 쇼시다이 마에다 겐이에게도 같은 뜻을 전했다. 분로쿠 3년 4월 29일 (1594년 6월 17일)에는 친왕 선하를 받아, 카타히토 친왕(良仁親王)이라 칭했다. 2년 후에는 사망한 오기마치 상황의 고쇼가 카타히토 친왕에게 주어졌다.
그러나, 고요제이 천황은 카타히토 친왕을 후계에서 제외시킬 움직임을 보였다. 게이초 3년 (1598년) 5월 경에는 산노미야로 불리던 카타히토 친왕의 동생이 "와카미야(若宮)"로 불리게 되었고, 카타히토 친왕은 "신노노오카타(親王御方)"로 불리게 되었다. 히데요시가 사망한 후인 9월 7일에는 히데요시의 명으로, 산노미야를 닌나지에 보내라는 요청을 받았으나, 천황은 따르지 않았다. 10월 18일, 고요제이 천황은 양위 의사를 도요토미 정권 측에 전달했고, 10월 21일에는 카타히토 친왕이 아닌 동생인 하치죠노미야 토시히토 친왕에게 양위하고 싶다는 뜻을 도요토미 정권 측에 전달했다. 이 때는, 다이로 도쿠가와 이에야스나 전 좌대신 코노에 노부타다는 고요제이의 뜻을 존중한다고 했지만, 전 관백 쿠죠 카네타카를 비롯한 섭가들, 도요토미 정권의 다이로 마에다 토시이에, 부교 마에다 겐이 등은 카타히토 친왕에게 양위하라고 주장했다. 고요제이의 진의는 산노미야를 즉위시키려는 것이었으나, 11월 18일에는 도요토미 정권을 대표한 이에야스로부터 양위를 단념하라는 뜻이 전해졌다.
그래도, 카타히토 친왕은 일단 태자로 취급되고 있었지만, 게이초 5년 (1600년)의 세키가하라 전투가 이에야스의 승리로 끝난 후인 11월 24일에는 카타히토 친왕의 고쇼에 있는 번이 폐지되고, 12월 21일에는 산노미야에게 친왕 선하가 행해져, 코토히토 친왕이라 칭하게 되었다. 게이초 6년 3월 5일 (1601년 4월 7일), 카타히토 친왕은 닌나지 마코인에 들어갔기 때문에, 코토히토 친왕이 태자로 정해졌다 (후의 고미즈노오 천황). 게이초 19년 (1614년), 일품에 올라, 법중 제일좌의 선하를 받았다.
닌나지는 오닌의 난으로 가람이 전소되었고, 간신히 남겨진 원가인 신코인으로 본존 등이 옮겨져 있는 상태였다. 카쿠신 입도친왕은 가람 재건에 힘써, 간에이 11년 (1634년), 에도 막부에 대해 가람 재흥을 요청하여 인정받았다. 『닌나지 어전』에 의하면, 상락한 도쿠가와 이에미츠에게 카쿠신 입도친왕이 신청한 것이라고 한다. 이때의 재건은 고쇼의 개축과 겹쳤기 때문에, 과거의 시신덴이나 세이료덴 등의 건물이 닌나지로 이축되어, 현재의 가람을 형성하고 있다. 닌나지의 재흥과 관련하여 신코인의 고미도는 타카오의 코잔지로 이축되었고, 하나조노의 이마미야 신사나 우타노의 후쿠오지 신사의 재흥도 이루어졌다.
묘소는 닌나지 궁묘지에 있다. 법제로는 쇼호 법친왕 (쇼쇼 법친왕)이 있다. 글씨가 뛰어나, 「성교목록(聖教目録)」 8권을 개정하였다.